# Challenge des champions 1958
Navigation
Toulouse 1957 Paris 1959
Le Challenge des champions 1958 est la quatrième édition du Challenge des champions, épreuve qui oppose le champion de France au vainqueur de la Coupe de France. Disputée le 19 novembre 1958 au Stade Vélodrome à Marseille en France devant 4 659 spectateurs, la rencontre est remportée par le Stade de Reims contre le Nîmes Olympique sur le score de 2-1, 0-0 à la mi-temps. L'arbitre de la rencontre est M. Maurice Guigue.

## Participants
La rencontre oppose le Stade de Reims au Nîmes Olympique. Les Rémois se qualifient au titre de leur doublé Coupe de France-Championnat 1958 et les Nîmois se qualifient pour le Challenge des champions à la suite de leur place de vice-champion de France. 

## Rencontre
Le marocain Hassan Akesbi ouvre le score 1-0 pour Nîmes à la 46e minute de jeu. Roger Piantoni égalise à un partout pour Reims à la 60e minute puis René Bliard donne l'avantage 2-1 aux Rémois et permet à son club de remporter l'épreuve.

## Feuille de match
| 19 novembre 1958 | Stade de Reims            | 2 - 1   | Nîmes Olympique | Stade Vélodrome, Marseille                     |                                                |
| 12 h 30          | Piantoni 60e · Bliard 79e | (0 - 0) | 46e Akesbi      | Spectateurs : 4 659 Arbitrage : Maurice Guigue | Spectateurs : 4 659 Arbitrage : Maurice Guigue |

| Reims | Nîmes |

|              | Gardien de but | Dominique Colonna |  |  |  |
|              | D              | Bruno Rodzik      |  |  |  |
|              | D              | Robert Jonquet    |  |  |  |
|              | D              | Raoul Giraudo     |  |  |  |
|              | M              | Armand Penverne   |  |  |  |
|              | M              | Robert Siatka     |  |  |  |
|              | A              | Robert Lamartine  |  |  |  |
|              | A              | Roger Piantoni    |  |  |  |
|              | A              | René Bliard       |  |  |  |
|              | A              | Michel Leblond    |  |  |  |
|              | A              | Jean Vincent      |  |  |  |
| Entraîneur : |                |                   |  |  |  |
|              | Albert Batteux |                   |  |  |  |

|              | Gardien de but | Alexandre Roszak    |  |  |  |
|              | D              | Jean Victor Bandera |  |  |  |
|              | D              | Maurice Lafont      |  |  |  |
|              | D              | Robert Venturi      |  |  |  |
|              | M              | André Schwager      |  |  |  |
|              | M              | Pierre Barlaguet    |  |  |  |
|              | A              | Daniel Duc          |  |  |  |
|              | A              | Hassan Akesbi       |  |  |  |
|              | A              | Emilio Salaber      |  |  |  |
|              | A              | Amokrane Oualiken   |  |  |  |
|              | A              | Bernard Rahis       |  |  |  |
| Entraîneur : |                |                     |  |  |  |
|              | Kader Firoud   |                     |  |  |  |